# Brie de Meaux

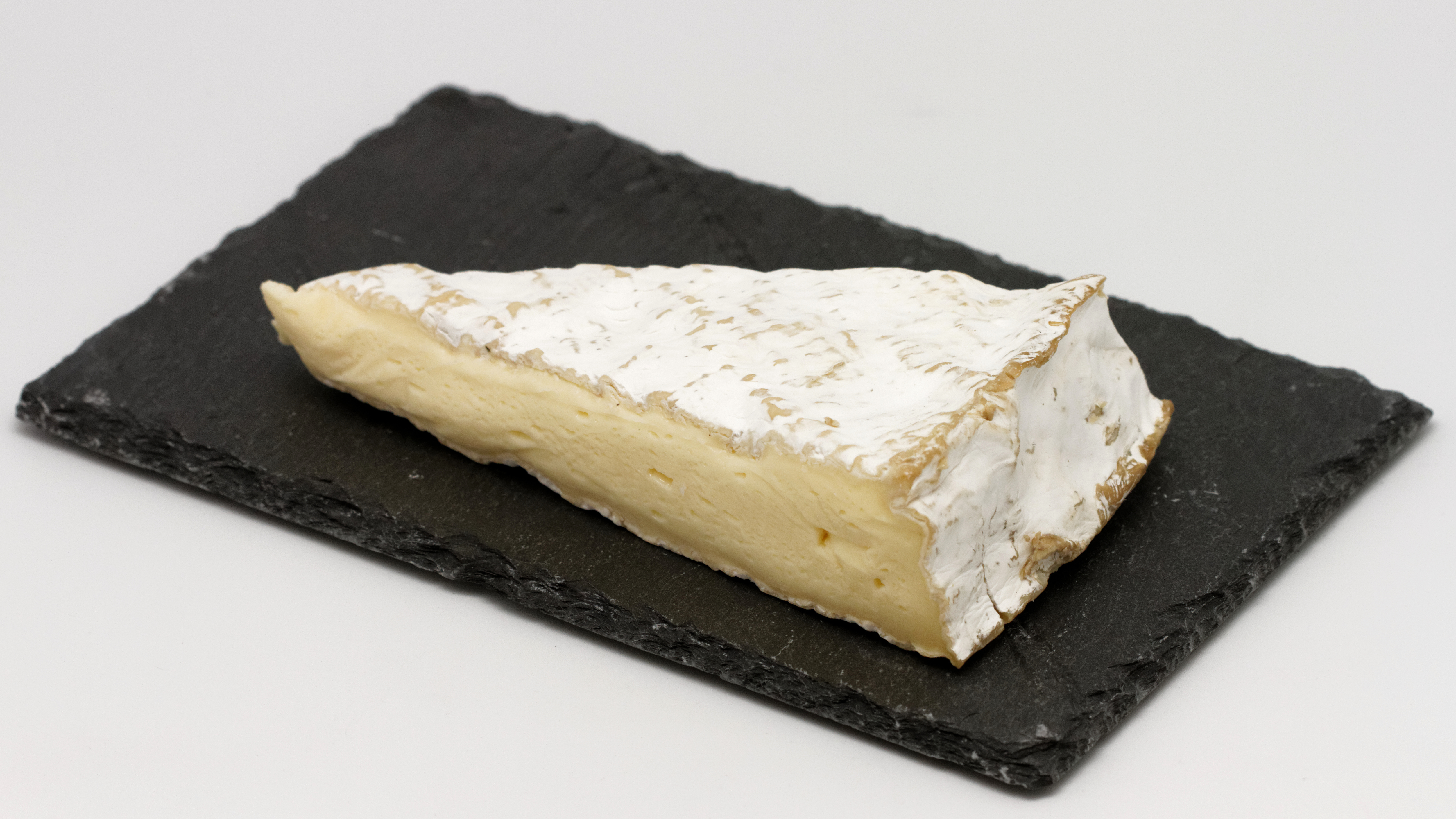
Brie de Meaux

Brie de Meaux – rodzaj francuskiego sera podpuszczkowego wytwarzanego z krowiego mleka.

## Charakterystyka
Odmiana jest najbardziej znaną  z rodziny Brie. Ser ma bardzo łagodny smak, przez co jest wyjątkowo ceniony. Ma on intensywny zapach, przypominający pieczarki. Gatunek ten produkuje się we francuskim miasteczku o nazwie Meaux, skąd wzięła się nazwa sera. Pochodzi z VIII w. z czasów Karola I, który skosztował go po raz pierwszy w klasztorze Reuil-en-Brie.